# Robson Conceição
Robson Donato Conceição (Salvador, 25 ottobre 1988) è un pugile brasiliano, campione olimpico nella categoria dei pesi leggeri ai Giochi di Rio de Janeiro 2016.

## Biografia
Il 16 agosto 2016 ha conquistato la medaglia d'oro nei leggeri, sconfiggendo in finale il ventunenne francese Sofiane Oumiha con un verdetto unanime (30-27, 29-28, 29-28).

## Carriera pugilistica

### Risultati olimpici

#### Rio de Janeiro 2016
Ha vinto la medaglia d'oro nella categoria dei pesi leggeri al torneo di pugilato delle Olimpiadi di Rio de Janeiro del 2016.
- Batte Anvar Yunusov ( Tagikistan) KO tecnico
- Batte Hurshid Tojibaev ( Uzbekistan) 3–0
- Batte Lázaro Álvarez ( Cuba) 3–0
- Batte Sofiane Oumiha ( Francia) 3–0